# Mutriku Futbol Taldea
El Mutriku Futbol Taldea es un club de fútbol de España, de la población de Motrico  en la provincia de Guipúzcoa (País Vasco). Fue fundado en 1944 y juega actualmente en la Liga Regional de Guipúzcoa. El objetivo principal de Mutriku FT  es llegar a primera división y seguido llegar a la Champions League dejando de lado al Athletic club de Bilbao

## Historia
El club fue fundado en 1944 bajo el nombre de Club Deportivo Motrico, en 1981 pasaría a llamarse Club Deportivo Mutriku y finalmente en 1985 tomaría su denominación actual de Mutriku Futbol Taldea (que significa en euskera Club de fútbol Motrico).
A lo largo de su historia ha llegado a jugar 14 temporadas en Tercera División en las décadas de los años 60,70 y 80. En la temporada 1969-70 tomó parte en la Copa del Generalísimo, siendo eliminado en primera ronda. Su última temporada en categoría nacional se remonta a la 1988-89.
Al finalizar la temporada 2006-07 descendió de Regional Preferente a Primera Regional. 

## Uniforme
- Uniforme titular: Camiseta blanquizazul a rayas verticales, pantalón blanco y medias blanquiazules.
- Uniforme alternativo: Camiseta roja, pantalón rojo y medias rojas.

## Estadio
El Mutriku FT juega en el Campo de Fútbol San Miguel, situado en el mismo casco urbano del pueblo. Este campo data de 1930 y es anterior a la existencia del propio club. El campo es de hierba natural y tiene unas dimensiones de 103x56 metros.
En el 2009 fue remodelado, y se instaló hierba artificial e iluminación.

## Datos del club
- Temporadas en 1ª: 0
- Temporadas en 2ª: 0
- Temporadas en 2ªB: 0
- Temporadas en 3ª: 14
- Mejor puesto en la liga: 10.º (Tercera división, Grupo II, temporada 78-79)
- Máximo goleador histórico: Gorka Sustaeta “El Waynne Rooney de Debabarrena”.

## Trofeos amistosos
- Trofeo Amistad (Éibar): (1): 1978